# Ronald Neame
Ronald Elwin Neame, CBE (23. dubna 1911, Londýn, Spojené království – 16. června 2010, Los Angeles, Kalifornie, USA) byl anglický kameraman, scenárista, režisér a filmový producent. Mezi jeho nejznámější snímky patří filmy Dobrodružství Poseidonu, Krycí název Oděsa nebo Miliónová bankovka. Během svého života byl celkem třikrát nominován na Oscara, dvakrát byl nominován i na Zlatou palmu v Cannes a v závěru svého života obdržel cenu BAFTA za své celoživotní dílo.
Pocházel z umělecké rodiny, jeho otec Elwin Neame byl fotograf, matka byla herečkou. Koncem 20. let se uchytil v anglických filmových studiích Elstree Studios, kde nejprve vykonával pomocné práce, v roce 1929 se stal asistentem kameramana, v průběhu 30. a 40. let pak pracoval jako kameraman. Na konci 30. let společně Davidem Leanem a Anthony Havelock-Allanem spoluzaložil filmovou společnost Cineguild a začal zde pracovat také jako producent a scenárista. Po druhé světové válce začal i sám režírovat, jeho režijním debutem se stal snímek Jde o můj život z roku 1947.

## Ocenění
- 1943 nominace na Oscara – nejlepší speciální efekty
- 1947 nominace na Oscara – nejlepší scénář, snímek Pouto nejsilnější
- 1948 nominace na Oscara – nejlepší scénář, snímek Nadějné vyhlídky
- 1956 nominace na Zlatou palmu v Cannes
- 1969 nominace na Zlatou palmu v Cannes